# Хассан Мостафа
Хассан Мостафа (араб. حسن مصطفى, нар. 20 листопада 1979, Гіза) — єгипетський футболіст, що грав на позиції півзахисника, зокрема за «Аль-Аглі», а також національну збірну Єгипту, у складі якої — дворазовий володар Кубка африканських націй. 

## Клубна кар'єра
У дорослому футболі дебютував 1999 року виступами за команду «Аль-Аглі», в якій провів один сезон, за результатами якого здобув свій перший титул чемпіона Єгипту.
Згодом у 2000—2004 роках виступав за «Аль-Іттіхад» (Александрія), після чого повернувся до «Аль-Аглі», у складі якого протягом наступних чотирьох сезонів поспіль ставав чемпіоном Єгипту. У цей же період, протягом частини 2008 року, на правах оренди грав у Саудівській Аравії за «Аль-Вахда» (Мекка).
У першій половині 2010-х встиг пограти за команди «Ітесалат», «Замалек», «Ваді Дегла», «Ель Дахлея» та «Газль Аль-Мехалла». Ігрову кар'єру завершив виступами за останню протягом 2013—2014 років.

## Виступи за збірну
2003 року дебютував в офіційних матчах у складі національної збірної Єгипту.
Був основним гравцем збірної на домашньому для неї Кубку африканських націй 2006, допомігши здобути титул континентального чемпіона. За два роки на Кубку африканських націй 2008 в Гані єгиптяни з Мостафою у складі захистили титул чемпіонів Африки, утім сам півзахисник був вже запасним і на поле не виходив.
Загалом протягом шестирічної кар'єри в національній команді провів у її формі 28 матчів, забивши 3 голи.

## Титули і досягнення
- Чемпіон Єгипту (6):

«Аль-Аглі»: 1999-00, 2004-05, 2005-06, 2006-07, 2007-08, 2008-09
- Володар Кубка Єгипту (2):

«Аль-Аглі»: 2005-06, 2006-07
- Володар Кубка африканських націй (2):

2006, 2008